# Call Me (альбом)
| Оценки критиков | Оценки критиков |
| Источник        | Оценка          |
| --------------- | --------------- |
| Allmusic        | [ 2 ]           |
| Blender         | [ 3 ]           |
| Роберт Кристгау | A+              |
| Rolling Stone   | (favorable)     |
| Rolling Stone   | [ 6 ]           |

Call Me — шестой студийный альбом американского соул-певца Эла Грина, выпущенный в 1973 году. Альбом часто рассматривается как шедевр Грина и один из лучших соул-альбомов всех времён. В 2003 году телеканал VH1 присвоил альбому 70 место в списке лучших альбомов всех жанров. В 2003 году журнал Rolling Stone поместил альбом в список «500 величайших альбомов всех времён» под номером 289. Восхваляемый за его эмоциональное пение, Грин на альбоме показал на него влияние кантри, исполнив песни Хэнка Уильямса и Вилли Нельсона.
Call Me попал в первую десятку чарта Billboard 200 и на вершину соул-чарта.
Песни «You Ought to Be with Me», «Here I Am (Come and Take Me)» и «Call Me (Come Back Home)» были выпущены в качестве синглов и попали в топ-10 как R&B-, так и поп-чарта.

## Список композиций
1. «Call Me (Come Back Home)» (Эл Грин, Эл Джексон-младший, Вилли Митчелл) — 3:03
2. «Have You Been Making Out O.K.» (Грин) — 3:42
3. «Stand Up» (Грин) — 3:25
4. «I’m So Lonesome I Could Cry» (Хэнк Уильямс) — 3:10
5. «Your Love Is Like the Morning Sun» (Грин) — 3:09
6. «Here I Am (Come and Take Me)» (Грин, Тини Ходжес) — 4:14
7. «Funny How Time Slips Away» (Вилли Нельсон) — 5:33
8. «You Ought to Be with Me» (Грин, Джексон-младший, Митчелл) — 3:15
9. «Jesus Is Waiting» (Грин) — 5:36

## Над альбомом работали
Музыканты
- Эл Грин — вокал, продюсер
- Говард Граймс — барабаны
- Эл Джексон-младший — барабаны
- Лерой Ходжес — бас-гитара
- Мэйбон «Тини» Ходжес — гитара
- Чарльз Ходжес — орган, фортепиано
- Арчи Тёрнер — фортепиано
- Джек Хэйл — тромбон
- Уэйн Джексон — труба
- Эд Логан — теноровый саксофон
- Эндрю Лав — теноровый саксофон
- Джеймс Митчелл — баритоновый саксофон, аранжировки духовых
- Чарльз Чалмерс — аранжировки духовых, бэк-вокал
- The Memphis Strings — струнные
- Донна Роудс — бэк-вокал
- Сандра Роудс — бэк-вокал

Производство
- Вилли Митчелл — продюсер, инженер
- Бад О’Ши — исполнительный продюсер
- Элай Окан — исполнительный продюсер
- Маргарет Голдфарб — ассистент продюсера
- Черил Павелски — ассистент продюсера
- Кэти Кинслоу — ассистент продюсера
- Чарльз Ливан — ассистент продюсера
- Джим Каммингс — фотография
- Роберт Гордон — буклет

## Чарты
Альбом
| Год  | Название чарта | №  |
| ---- | -------------- | -- |
| 1973 | Billboard 200  | 10 |
| 1973 | R&B Albums     | 1  |

Синглы
| Год  | Сингл                          | Чарт              | №  |
| ---- | ------------------------------ | ----------------- | -- |
| 1972 | «You Ought to Be with Me»      | Billboard Hot 100 | 3  |
| 1972 | «You Ought to Be with Me»      | R&B Songs         | 1  |
| 1973 | «Here I Am (Come and Take Me)» | Billboard Hot 100 | 10 |
| 1973 | «Here I Am (Come and Take Me)» | R&B Songs         | 2  |
| 1973 | «Call Me (Come Back Home)»     | Billboard Hot 100 | 10 |
| 1973 | «Call Me (Come Back Home)»     | R&B Songs         | 2  |

## Семплы
- «Here I Am (Come and Take Me)»
  - Cappadonna — «Slang Editorial» из альбома The Pillage
- «You Ought to Be with Me»
  - Ghostface Killah — «260» из альбома Ironman